# Stratègéion
Pour les articles homonymes, voir Stratège (homonymie).
Le Stratègéion est un bâtiment antique de l'Agora d'Athènes en Grèce. Constituée de pierres taillées, cette chambre trapézoïdale sert de lieu de réunion aux dix stratèges de l'Ecclésia d'Athènes.
Construite sur des tombes vieilles de près de 2 700 ans, des indications archéologiques révèlent la présence d'un culte héroïque dédié au héros Strategos, un nom qui sera plus tard repris pour désigner les généraux athéniens.